# Cantó de Nevers-Est
El cantó de Nevers-Est és un cantó francès del departament del Nièvre, situat al districte de Nevers. Compta amb un municipi i part del de Nevers.

## Municipis
- Nevers (part)
- Saint-Éloi

## Història
| Data d'elecció                           | Identitat        | Partit | Qualitat |
| ---------------------------------------- | ---------------- | ------ | -------- |
| 1949-1967                                | Marius Durbet    | UNR    |          |
| 1967-1973                                | Jean Bernigaud   | CIR    |          |
| 1973-1985                                | Daniel Benoist   | PS     |          |
| 1985-1993                                | Pierre Bérégovoy | PS     |          |
| 1993-2011                                | Daniel Charmant  | PS     |          |
| 2011-                                    | Delphine Fleury  | PS     |          |
| les dades anteriors no són pas conegudes |                  |        |          |
|                                          |                  |        |          |